# 亞歷山大·蘭科維奇
亞歷山大·蘭科維奇（1909年11月28日—1983年8月20日），绰号「列卡」（Лека），化名「马尔科」（Марко），是一位南斯拉夫共產主義政治家，塞爾維亞族，曾任南斯拉夫第一副总统、南斯拉夫副总理，被認為是僅次於約瑟普·布羅茲·狄托和愛德華·卡達爾的南斯拉夫第三號人物。蘭科維奇提倡南斯拉夫联邦強化中央集權，反對权力下放，他將此視作對南斯拉夫統一和塞尔维亚族利益的挑戰。蘭科維奇也主張保護科索沃境內塞爾維亞人的安危，並給予他們特權。蘭科維奇支持以強硬手段對付科索沃境內的阿爾巴尼亞人，後者常有組織活動來煽動群眾的嫌疑。
蘭科維奇在塞爾維亞擁有相當高的威望，該人於1983年去世後，大批塞爾維亞群眾前來弔唁，多人將其視為塞爾維亞的民族領袖。蘭科維奇的政治思想被称为兰科维奇主义，影響了後來的塞爾維亞民族主義，南斯拉夫內戰時的南联盟总统斯洛博丹·米洛舍维奇即為其政治思想之後繼。

## 早年
蘭科維奇出生於塞爾維亞王國奧布雷諾瓦茨附近的德拉斯福克（Draževac），家境窮困，蘭科維奇在幼年時即喪父。蘭科維奇於家鄉完成高中學業後，同當時的貧困子弟，為求得工作而前往貝爾格勒。窮困的生活影響了蘭科維奇，他參加了工人運動，並受同事影響，後者為蘭科維奇帶來了共產主義思想，在共產黨受取締時還是帶來大量的文宣供其閱讀。蘭科維奇於15歲時加入工會，1927年時遇見了他未來的妻子安達（Anđa），不久，他加入了南斯拉夫共產黨，很快地，蘭科維奇被任命為貝爾格勒區的南斯拉夫共產主義青年聯盟（下稱「南共青」）秘書長。

## 戰前活動
1928年，蘭科維奇被任命為塞爾維亞區的南共青區域委員會秘書。「1月6日事件」後，南國國王亞歷山大一世開始行完全的專制權力，大力鎮壓共產黨，但這並未影響到蘭科維奇的活動，他繼續行其區域委員會秘書的職務，於貝爾格勒和澤蒙一帶散佈共產主義的傳單。在此期間，蘭科維奇的一位同夥被逮捕，警察也因此很快就找上了蘭科維奇，後來他就於貝爾格勒的一間違建公寓中被抓獲。
蘭科維奇是亞歷山大獨裁開始後的第一個案子，他被宣判有期徒刑6年，並於斯雷姆斯卡米特罗维察和萊波格拉瓦兩地服刑。監禁期間，他向年輕的獄囚宣導共產主義思想，還曾組織政治犯對守衛攻擊。
蘭科維奇於1935年初獲釋，接著即被徵召服役。服完兵役後，他繼續參與貝爾格勒的工人運動。藉由工會，蘭科維奇讓南國共產黨再度復甦。1936年，蘭科維奇成為塞爾維亞區域委員會的一員，1937年時加入了共產黨中央委員會政治局。1939年1月，蘭科維奇開始進行非法行動，化名「馬爾科」（Marko）。1939年5月，蘭科維奇參加了南共於德拉瓦河省舉行的會議，日後他又參與了南共在萨格勒布舉辦的第五次會議。

## 後期生涯

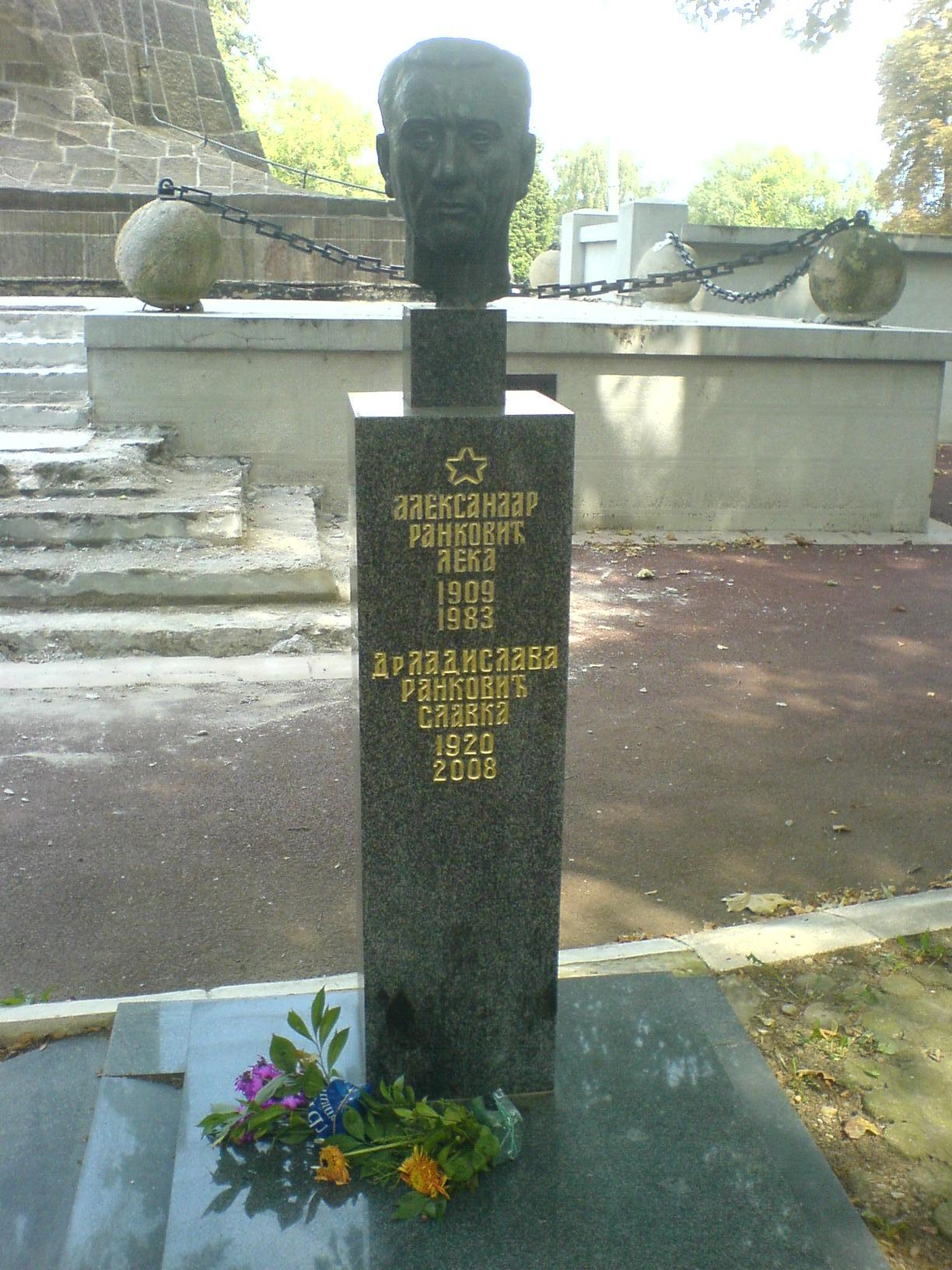
蘭科維奇於貝爾格勒的墓碑。

1940年起，蘭科維奇成為政治局的一員。1941年，德軍入侵南斯拉夫後，蘭科維奇被蓋世太保所抓獲，到後來南斯拉夫游擊隊以一次大膽的突襲作戰救出了他。蘭科維奇在戰時服務於游擊隊的最高參謀部，並因此被授予「人民英雄」的榮譽。
戰後，蘭科維奇成為南國內務部長和軍事情報局OZNA與秘密警察UDBA的首領。1966年，蘭科維奇失勢下台，政府對外理由宣稱是該人濫用職權、在约瑟普·布罗兹·铁托總統的寢室裡裝設竊聽器之故，同年，蘭科維奇也被南國共產黨開除。
蘭科維奇的失勢象徵南共中央集權派的失敗，分離主義和地方分權份子獲得了勝利，最終導致「克羅埃西亞之春」事件，也促使了南國憲法的改革，中央集權的1971版憲法被大幅修改，新憲法於1974頒布。
蘭科維奇爾後於杜布羅夫尼克度過餘生，並在1983年逝世。儘管蘭科維奇的死訊受南國媒體把持而不宣揚，但仍有超過3萬名的塞爾維亞人自發性地前來弔唁，蘭科維奇之後被埋葬於貝爾格勒。蘭科維奇死後，被視為塞爾維亞人在南國聯邦裡政治和民族利益被削弱的象徵，日後狄托去世，大塞爾維亞主義即復活，塞國領袖斯洛博丹·米洛舍維奇即蘭科維奇政治思想之後繼。

## 資料來源
1. ↑  .   [2012-09-07]. （原始内容存档于2011-07-27）.
2. 1 2  Melissa Katherine Bokovoy, Jill A. Irvine, Carol S. Lilly. State-society relations in Yugoslavia, 1945-1992. Scranton, Pennsylvania, USA: Palgrave Macmillan, 1997. Pp. 295.
3. ↑  Independent International Commission on Kosovo. The Kosovo report: conflict, international response, lessons learned. New York, New York, USA: Oxford University Press, 2000. Pp. 35.
4. 1 2  Lenard J. Cohen. Serpent in the bosom: the rise and fall of Slobodan Milošević. Boulder, Colorado, USA: Westview Press, 2002. Pp. 98.
5. ↑  .   [2012-09-07]. （原始内容存档于2013-07-21）.